# Neophoninae
A Neophoninae a rovarok (Insecta) osztályában  a holyvafélék (Staphylinidae) családjának alcsaládja. Mindössze egy dél-amerikai nem (Neophonus) tartozik ezen alcsaládba.

## Rendszerezés
Az alcsaládba jelenleg egyetlen fajt sorolnak:
Neophonus bruchi (Fauvel, 1905)

## Fordítás
- Ez a szócikk részben vagy egészben  a   Neophoninae című orosz Wikipédia-szócikk fordításán alapul.  Az eredeti cikk szerkesztőit annak laptörténete sorolja fel. Ez a jelzés csupán a megfogalmazás eredetét és a szerzői jogokat jelzi, nem szolgál a cikkben szereplő információk forrásmegjelöléseként.